# Gloversville
Gloversville és una població dels Estats Units a l'estat de Nova York. Segons el cens del 2000 tenia 15.413 habitants.

## Demografia
Segons el cens del 2000, Gloversville tenia 15.413 habitants, 6.500 habitatges, i 3.828 famílies. La densitat de població era de 1.169,2 habitants/km².
Dels 6.500 habitatges en un 29% hi vivien nens de menys de 18 anys, en un 39,2% hi vivien parelles casades, en un 14,3% dones solteres, i en un 41,1% no eren unitats familiars. En el 33,8% dels habitatges hi vivien persones soles el 15,6% de les quals corresponia a persones de 65 anys o més que vivien soles. El nombre mitjà de persones vivint en cada habitatge era de 2,32 i el nombre mitjà de persones que vivien en cada família era de 2,94.
Per edats la població es repartia de la següent manera: un 25,2% tenia menys de 18 anys, un 8,3% entre 18 i 24, un 27,5% entre 25 i 44, un 21,1% de 45 a 60 i un 17,9% 65 anys o més.
L'edat mediana era de 37 anys. Per cada 100 dones de 18 o més anys hi havia 83,8 homes.
La renda mediana per habitatge era de 26.755 $ i la renda mediana per família de 34.713 $. Els homes tenien una renda mediana de 27.109 $ mentre que les dones 21.250 $. La renda per capita de la població era de 15.207 $. Entorn del 14,9% de les famílies i el 19,3% de la població estaven per davall del llindar de pobresa.

## Poblacions més properes
El següent diagrama mostra les poblacions més properes.